# ابن غنائم المهندس
إبراهيم بن غنائم بن سعيد أحد مهندسي القرن السابع، وكان متصلًا ب الملك الظاهر ركن الدين بيبرس البندقداري، وهو الذي بنى له أبنيته بدمشق ولم يزل اسمه إلى الآن محفورًا على أعلى الرتاج في الزاوية الشمالية من مدخل الظاهرية بدمشق.